# Михайлык, Прасковья Андреевна
Праско́вья Андре́евна Михайлык, в девичестве — Хрей (укр. Парасковія Андріївна Михайлик; 1922 год, село Пустовойтово — дата и место смерти не известны) — колхозница, звеньевая Пустовойтовского свеклосовхоза Министерства пищевой промышленности СССР, Глобинский район Полтавской области, Украинская ССР. Герой Социалистического Труда (1949).

## Биография
Родилась в 1922 году в селе Пустовойтово в крестьянской семье. Получила начальное образование. После Великой Отечественной войны трудилась в Пустовойтовском свеклосовхозе. Была назначена звеньевой полеводческого звена.
В 1948 году звено Прасковьи Хрей собрало в среднем по 32,5 центнеров пшеницы с каждого гектара на участке площадью 20 гектаров. В 1949 году удостоена звания Героя Социалистического Труда «за получение высоких урожаев пшеницы, ржи и сахарной свеклы при выполнении колхозом обязательных поставок и натуроплаты за работу МТС в 1948 году и обеспеченности семенами зерновых культур для весеннего сева 1949 года».
В конце 40-х годов XX столетия переехала в Винницкую область. Дальнейшая судьба не известна.

## Награды
- Герой Социалистического Труда — указом Президиума Верховного Совета СССР от 29 августа 1949 года
- Орден Ленина